# Bahnhof Bruchsal

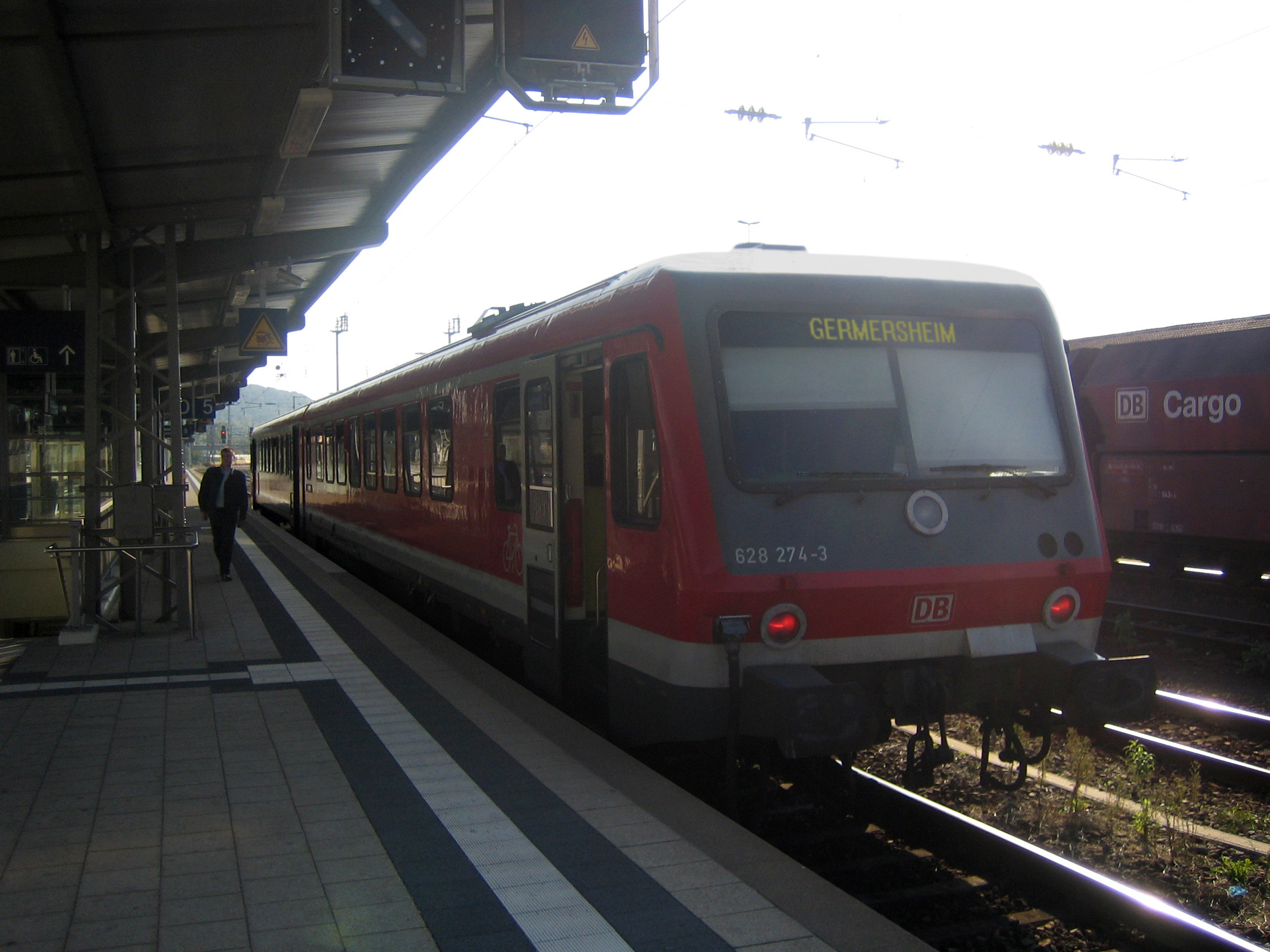
Zug der Bruhrainbahn in Bruchsal

Der Bahnhof Bruchsal ist Mittelpunkt des Schienenverkehrs der Stadt Bruchsal.
Der Bahnhof zählt etwa 320 Ankünfte und Abfahrten pro Tag. 2019 wurden etwa 17.500 Reisende und Besucher pro Tag gezählt.

## Entwicklung

### 19. Jahrhundert
Als die Badische Hauptbahn von Mannheim über Heidelberg, Karlsruhe, Baden-Baden und Freiburg nach Basel gebaut wurde, wurde der Streckenabschnitt Karlsruhe–Heidelberg (siehe Baden-Kurpfalz-Bahn) am 10. April 1843 eröffnet, zunächst auf 1600 mm Breitspur. Dadurch kam die Barockstadt Bruchsal in den Genuss eines Eisenbahnanschlusses. Ihr erster badischer Bahnhof hatte an der zunächst eingleisigen Strecke drei Gleise, eine Drehscheibe, einen kleinen Schuppen zum Unterstellen einer hier übernachtenden Lokomotive und eine Vorwärmanlage mit Wasserreservoir für hier startende Züge. Im ersten Betriebsmonat fuhren ab Bruchsal 25 Personen in der ersten Klasse, 303 Personen in der zweiten Klasse, 3212 Personen in der dritten Klasse; 27 Personen lösten Fahrkarten für die vierte Wagenklasse (Stehwagen).
Wenige Jahre später wurde die Strecke dann auch zweigleisig ausgebaut. Weitere Bedeutung bekam der Bahnhof durch die am 1. Oktober 1853 eröffnete württembergische Westbahn, die in Stuttgart begann und in Bruchsal endete. Die Westbahn hatte anfangs einen eigenen, normalspurigen „Württemberger Bahnhof“ mit zwei Gleisen, dessen Gebäude sich östlich des ersten „Badischen Bahnhofs“ befand. In südlicher Richtung waren die württembergischen Lokomotivbehandlungsanlagen und der Güterschuppen angeordnet.
Da Badens Breitspur mit den Spurweiten seiner Nachbarländer inkompatibel war, befürchtete man nunmehr den Verlust des lukrativen Transitverkehrs. Deshalb wurden die badischen Strecken bereits im Jahr 1854 innerhalb von nur vier Monaten auf Normalspur (1435 mm) umgebaut, woraufhin die Schienen der beiden Bruchsaler Bahnhöfe miteinander verknüpft werden konnten.
Als die Bruhrainbahn Bruchsal–Rheinsheim am 23. November 1874 eröffnet und am 15. Mai 1877 nach Germersheim verlängert wurde, war Bruchsal dadurch endgültig zum Eisenbahnknotenpunkt geworden. Der Fernverkehr existierte anfangs in alle Himmelsrichtungen: Nord-Süd-Verkehr von Heidelberg über Karlsruhe, Freiburg nach Basel und weiter in Richtung Süden und Ost-West-Verkehr von München über Stuttgart, Germersheim, Landau und Zweibrücken bis nach Saarbrücken.
1879 übernahmen die Badischen Staatsbahnen durch Vertrag mit Württemberg den Betrieb auf der Westbahn im Abschnitt Bruchsal–Bretten. Ein Zusatzvertrag regelte das Schicksal des Württembergischen Bahnhofs in Bruchsal und seiner Angestellten. Danach übernahm Baden alle Anlagen, das Empfangsgebäude wurde zum Hauptgebäude des gesamten Bahnhofs. Den Angestellten der Königlich Württembergischen Staats-Eisenbahnen (K.W.St.E.) stand es frei, sich bei den Badischen Staatseisenbahnen anstellen zu lassen oder sich auf württembergisches Gebiet versetzen zu lassen.

### 20. Jahrhundert
Am 5. März 1896 wurde außerdem die private Katzbachbahn nach Odenheim eröffnet, von der im viereinhalb Kilometer entfernten Ubstadt die Kraichtalbahn nach Menzingen abzweigt. Erstere wurde am 3. September 1900 bis Hilsbach verlängert. Betrieben wurden die beiden Nebenbahnen zunächst von der Badischen Lokal Eisenbahn Aktiengesellschaft (BLEAG), anschließend von der Deutschen Eisenbahn-Betriebsgesellschaft (DEBG), da die BLEAG im Zuge der Weltwirtschaftskrise Konkurs anmelden musste.
Zwischen 1890 und 1914 wurde der Bruchsaler Bahnhof, der sich in der Zwischenzeit zu einem Drehkreuz im Eisenbahnverkehr entwickelt hatte, umfangreichen Umbauten unterzogen. Nach dem Bau eines neuen, repräsentativen Empfangsgebäudes, der am 15. Mai 1900 abgeschlossen wurde, fand der alte württembergische Bahnhof im Gegensatz zu den anderen Bauwerken, welche abgerissen wurden, als Verwaltungsgebäude weiter Verwendung.
Im Zuge des Zweiten Weltkrieges wurde das Bahnhofsgebäude zerstört, woraufhin ein neues errichtet wurde. Ebenso verlor in ganz Deutschland der Ost-West-Verkehr seine Bedeutung, womit es von Bruchsal aus nach Kriegsende keinen Personen-Fernverkehr mehr nach Saarbrücken gab; lediglich Fern-Güterzüge befuhren diese Magistrale noch.
In den 1950er Jahren wurden Rheintalbahn, Westbahn und der Bruhrainbahn-Abschnitt Bruchsal–Graben-Neudorf elektrifiziert. Die Nachfrage der Nebenbahn nach Menzingen beziehungsweise Hilsbach sank jedoch in der Nachkriegszeit deutlich, sodass am 1. Oktober 1960 der Abschnitt Tiefenbach–Hilsbach im ÖPNV wegen mangelnder Nachfrage stillgelegt wurde, zwölf Tage später nach einer Entgleisung auch im Güterverkehr. 1963 übernahm die landeseigene SWEG die Nebenbahn, zur selben Zeit wurde der Dampfbetrieb auf dieser Strecke allmählich durch Dieseltriebwagen abgelöst. Am 31. Januar 1975 wurde jedoch auch der Abschnitt Odenheim Ost–Tiefenbach stillgelegt und am 1. Juni 1986 schließlich auch der Abschnitt Odenheim Bahnhof–Odenheim Ost.

### Gegenwart

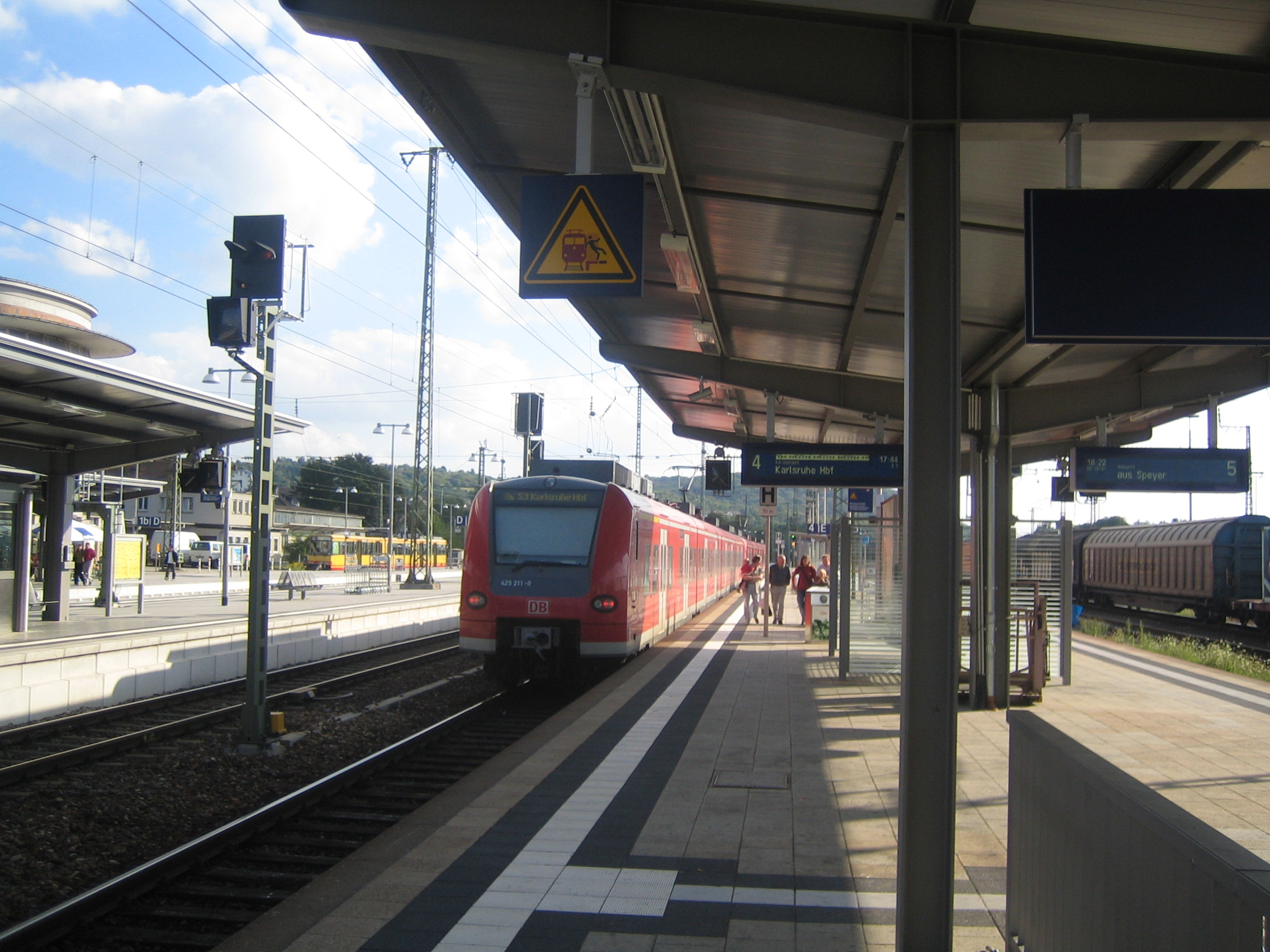
S3 der S-Bahn RheinNeckar im Bahnhof Bruchsal

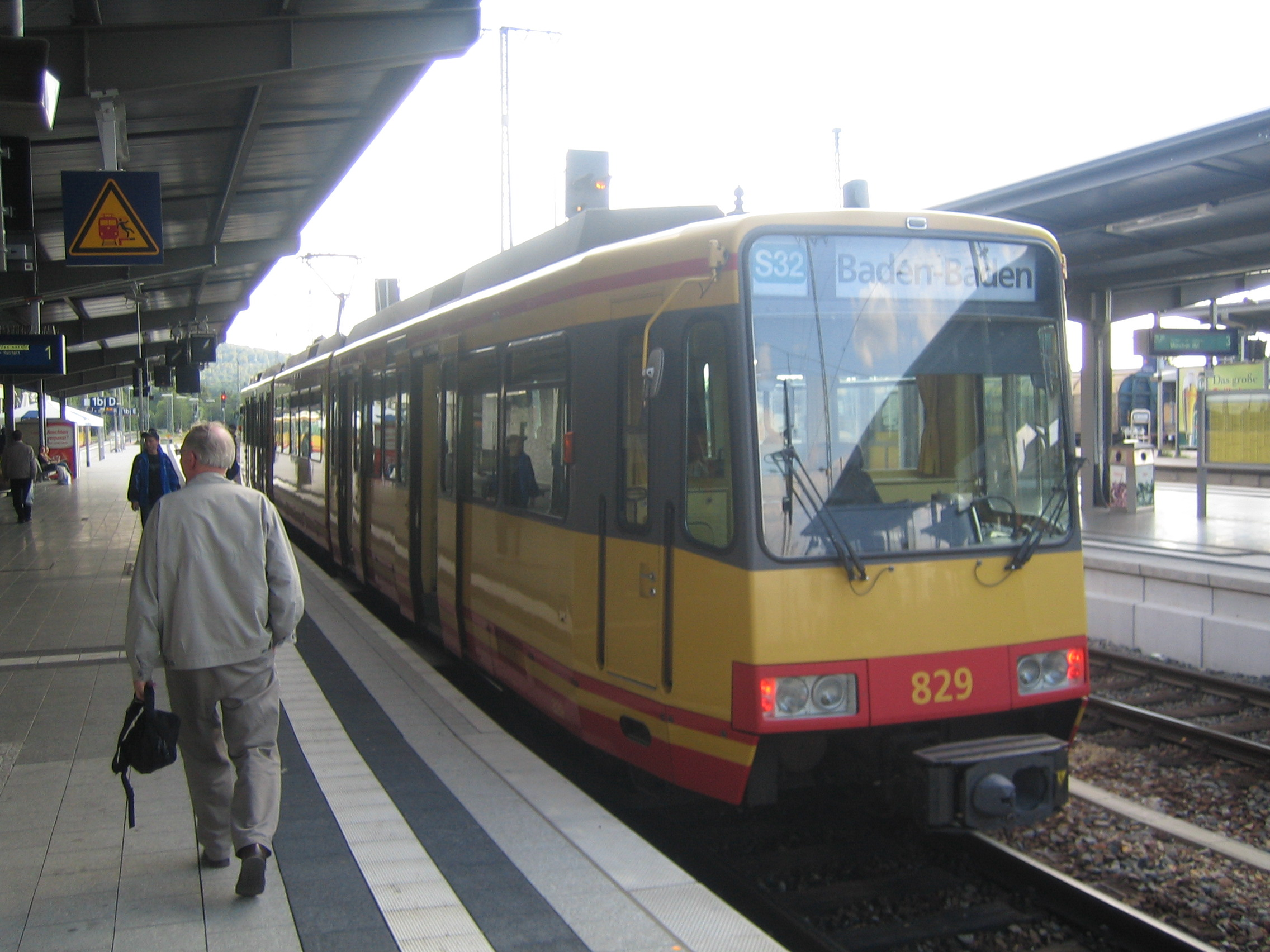
S32 der Karlsruher Stadtbahn im Bahnhof Bruchsal auf dem Weg nach Baden-Baden

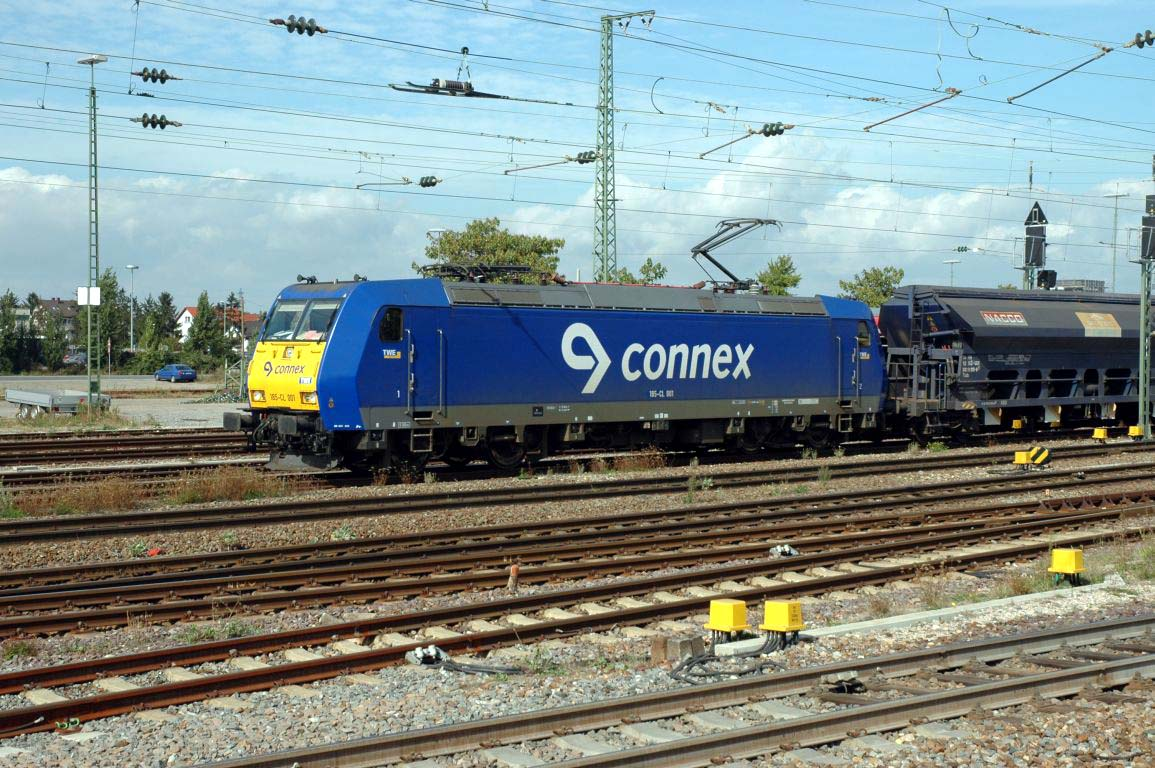
Güterzug im Bahnhof Bruchsal

Im Zuge des Baus der Schnellbahntrasse Mannheim–Stuttgart ab Ende der 1980er Jahre entstand an der Stelle, an der sie bei Bruchsal die Rheintalbahn überbrückt, ein Verbindungsgleis zum Bahnhof Bruchsal, wodurch Fernzug-Verbindungen der Relation Karlsruhe–Bruchsal–Stuttgart möglich wurden. Fortan verkehrten auch Züge der neu geschaffenen Zuggattung „Interregio“ (IR) von Karlsruhe über Bruchsal, Stuttgart, Aalen und Nürnberg bis nach Dresden, später nur noch bis Nürnberg.
Da die Nebenbahn nach Menzingen und Odenheim immer stärker von Stilllegung bedroht war, erklärte sich die Albtal-Verkehrs-Gesellschaft (AVG) bereit, die Strecke ab 1994 von der SWEG zu übernehmen und zur Stadtbahn auszubauen. Im selben Jahr wurden die Stadtbahnlinien S3 (Karlsruhe–Bruchsal) und S9 (Bruchsal–Bretten) eingerichtet. Im September 1996 wurde die S3 über die Kraichtalbahn bis nach Menzingen verlängert, zwei Jahre später wurde auch die Katzbachbahn als S31 ins Stadtbahnnetz integriert. Beide Äste der Nebenbahn waren hierfür sogar elektrifiziert worden. Täglich hält ein ICE der Linie 31 nach Kiel über das Ruhrgebiet, zweistündlich fährt ein ICE der Linie 60 nach München. Hinzu kommt in gleichem Takt die ICE-Linie 26 nach Hamburg über Frankfurt.
Weitere Stationen befinden sich an der Bahnstrecke Bruchsal–Germersheim.

## Gleis- und Bahnsteiganlagen
Es gibt fünf durchgehende Bahnsteiggleise (Nummern 1–5), drei Kopfgleise mit Bahnsteig (Nummern 6–8) und drei Durchgangsgleise für Güterzüge oder zum Abstellen von Zügen. Die Gleise 1–3 sind zweiteilig von ihrer Bahnsteighöhe, damit sowohl Stadtbahnen mit niedrigerer Einstiegshöhe, als auch Züge der Deutschen Bahn daran halten können. Am Gleis 1b halten meistens Stadtbahnen der Linien S31/S32 hauptsächlich in Richtung Karlsruhe Hbf. Aber auch Züge nach Menzingen/Odenheim fahren hier, jedoch sind diese eher auf Gleis 3a angesiedelt. Von Gleis 2b fahren Regional-Express-Züge nach Stuttgart. Außerdem stehen dort in Bruchsal endende Züge der S-Bahn RheinNeckar (S4) während ihrer halbstündigen Pause, welche teilweise auch auf Gleis 5 ankommen. Gleis 3 ist das Hauptrichtungsgleis in Richtung Heidelberg und Schnellfahrstrecke. Gleis 4 ist das zugehörige Gegengleis Richtung Karlsruhe. Jedoch fahren dort auch die von Stuttgart kommenden Regional-Express-Züge nach Heidelberg, da diese gleistechnisch nicht auf Gleis 3 einfahren können. Gleis 5 wird fast ausschließlich von der stündlich verkehrenden Linie S33 der S-Bahn RheinNeckar nach Germersheim über Graben-Neudorf genutzt. Auf dem südlich ausgerichteten Kopfgleis 6 fahren die Regionalbahnen der Linie RB17c von/nach Bretten bzw. Mühlacker. Die Gleise 7 und 8 sind nördlich ausgerichtet. Dort fahren nur wenige Stadtbahnen nach Menzingen/Odenheim ab. Gleis 8 wird fast nur zum Abstellen von Stadtbahnfahrzeugen verwendet.

## Betrieb

### Fernverkehr
| Linie  | Strecke | Taktfrequenz                 |
| ------ | --- | ---------------------------- |
| ICE 26 | ((Ostseebad Binz –) Stralsund –) Hamburg – Hannover – Kassel-Wilhelmshöhe – Gießen – Frankfurt (Main) – Heidelberg – Bruchsal – Karlsruhe | Zweistundentakt              |
| ICE 42 | Dortmund – Duisburg – Köln – Frankfurt (Main) – Mannheim – Heidelberg – Bruchsal – Karlsruhe – Stuttgart – Ulm – Augsburg – München | ein Zugpaar                  |
| ICE 60 | (Basel SBB – Freiburg (Breisgau) – Offenburg –) Karlsruhe – Bruchsal – Stuttgart – Ulm – Augsburg – München | Zweistundentakt              |
| IC 26  | (Westerland (Sylt) –) Hamburg – Hannover – Kassel-Wilhelmshöhe – Gießen – Frankfurt (Main) – Heidelberg – Bruchsal – Karlsruhe | einzelne Züge                |
| IC 30  | (Greifswald ← Stralsund ←) Hamburg – Bremen – Dortmund – Duisburg – Köln – Koblenz – Mainz – Mannheim – Heidelberg – Stuttgart – Bruchsal – Karlsruhe – Offenburg | ein Zugpaar                  |
| IC 34  | (Stuttgart – Pforzheim – Karlsruhe – Bruchsal – Wiesloch-Walldorf – Heidelberg – Mannheim – Frankfurt Flughafen -) Frankfurt – Bad Nauheim – Wetzlar – Dillenburg – Siegen – Siegen-Weidenau – Kreuztal – Lennestadt-Altenhundem – Lennestadt-Grevenbrück – Finnentrop – Plettenberg – Werdohl – Altena – Iserlohn-Letmathe – Witten – Dortmund | ein Zug montags bis freitags |

### Regional- und S-Bahnverkehr
| Linie   | Strecke | Taktfrequenz                                                                                       |
| ------- | --- | -------------------------------------------------------------------------------------------------- |
| RE 71   | Heidelberg – Bruchsal – Bretten – Mühlacker | 120-Minuten-Takt                                                                                   |
| RE 73   | Heidelberg – Bruchsal – Karlsruhe | 60-Minuten-Takt                                                                                    |
| MEX 17c | Bruchsal – Helmsheim – Bretten – Maulbronn West – Mühlacker | 60-Minuten-Takt bis Stuttgart, in der HVZ 30-Minuten-Takt bis Bretten                              |
| S 3     | Germersheim – Lingenfeld – Heiligenstein (Pfalz) – Berghausen (Pfalz) – Speyer Hbf – Speyer Nord-West – Schifferstadt Süd – Schifferstadt – Limburgerhof – (Ludwigshafen-Rheingönheim – Ludwigshafen-Mundenheim –) (stündlich) Ludwigshafen (Rhein) Hbf – Ludwigshafen (Rhein) Mitte – Mannheim Hbf – (Mannheim ARENA/Maimarkt – Mannheim-Seckenheim –) (stündlich) Mannheim-Friedrichsfeld Süd – Heidelberg-Pfaffengrund/Wieblingen – Heidelberg Hbf – Heidelberg-Kirchheim/Rohrbach – St Ilgen-Sandhausen – Wiesloch-Walldorf – Rot-Malsch – Bad Schönborn-Kronau – Bad Schönborn Süd – Stettfeld-Weiher – Ubstadt-Weiher – Bruchsal – (Bruchsal Bildungszentrum – Untergrombach – Weingarten (Baden) –) (einzelne Züge) Karlsruhe-Durlach – Karlsruhe Hbf Stand: Fahrplanwechsel Dezember 2021 | 30/60 min                                                                                          |
| S 31    | Karlsruhe Hbf – Bruchsal – Odenheim | 60-Minuten-Takt, Mo–Fr nachmittags in Traktionsbetrieb mit S 32 bis Ubstadt Ort im 20-Minuten-Takt |
| S 32    | Karlsruhe Hbf – Bruchsal – Menzingen (Baden) | 60-Minuten-Takt, Mo–Fr nachmittags in Traktionsbetrieb mit S 31 bis Ubstadt Ort im 20-Minuten-Takt |
| S 33    | Bruchsal – Bruchsal Sportzentrum – Bruchsal Am Mantel – Karlsdorf – Graben-Neudorf – Graben-Neudorf Nord – Huttenheim – Philippsburg (Baden) – Rheinsheim – Germersheim Mitte/Rhein – Germersheim In Germersheim Durchbindung einiger Züge als S 3 in Richtung Schifferstadt–Mannheim–Heidelberg Stand: Fahrplanwechsel Dezember 2021 | 60 min                                                                                             |
| S 4     | Germersheim – Lingenfeld – Heiligenstein (Pfalz) – Berghausen (Pfalz) – Speyer Hbf – Speyer Nord-West – Schifferstadt Süd – Schifferstadt – Limburgerhof – Ludwigshafen-Rheingönheim – Ludwigshafen-Mundenheim – Ludwigshafen (Rhein) Hbf – Ludwigshafen (Rhein) Mitte – Mannheim Hbf – Mannheim ARENA/Maimarkt – Mannheim-Seckenheim – Mannheim-Friedrichsfeld Süd – Heidelberg-Pfaffengrund/Wieblingen – Heidelberg Hbf – Heidelberg-Kirchheim/Rohrbach – St Ilgen-Sandhausen – Wiesloch-Walldorf – Rot-Malsch – Bad Schönborn-Kronau – Bad Schönborn Süd – Stettfeld-Weiher – Ubstadt-Weiher – Bruchsal Stand: Fahrplanwechsel Dezember 2021 | 60 min (morgens/abends)                                                                            |